# IC 1369
IC 1369 је расијано звјездано јато у сазвјежђу Лабуд које се налази на листи објеката дубоког неба у Индекс каталогу.
Деклинација објекта је + 47° 46' 0" а ректасцензија 21h 12m 9,0s. Привидна величина (магнитуда) објекта IC 1369 износи 8,8. IC 1369 је још познат и под ознакама OCL 204.